# Rađići
Rađići (cyr. Рађићи) – wieś w Bośni i Hercegowinie, w Republice Serbskiej, w gminie Kneževo. W 2013 roku liczyła 864 mieszkańców.